# Prix Denise-Pelletier
Pour les articles homonymes, voir Pelletier.
Pour un article plus général, voir Prix du Québec.
Le prix Denise-Pelletier, l'un des Prix du Québec décernés annuellement par le gouvernement du Québec. Il couronne l'ensemble de la carrière d'un artiste de la scène.

## Description du prix
Les domaines artistiques reconnus par ce prix des arts de la scène sont : la chanson, la musique, l'art lyrique, le théâtre et la danse.
Les critères d’éligibilité au prix sont :
- le candidat doit être citoyen canadien et vivre ou avoir vécu au Québec ;
- une personne ne peut recevoir deux fois le même prix, mais elle peut en recevoir plus d'un la même année ;
- un prix ne peut être attribué à plusieurs personnes à moins que ces personnes participent à des réalisations conjointes ;
- un prix ne peut être attribué à titre posthume.

Le prix comporte :
- une bourse non imposable de 30 000 $ ;
- une médaille en argent réalisée par un artiste québécois ;
- un parchemin calligraphié et un bouton de revers portant le symbole des Prix du Québec ;
- une pièce de joaillerie exclusive aux lauréates et aux lauréats ;
- un hommage public aux lauréats et aux lauréates par le gouvernement du Québec au cours d'une cérémonie officielle.

## Origine du nom
Le prix doit son nom à Denise Pelletier (1923 - 1976), une grande comédienne qui a marqué son époque autant à la radio, à la télévision qu’au théâtre. Un cancer a interrompu prématurément sa carrière alors qu’elle n’avait que 53 ans.

## Liste des lauréats
- 1977 : Félix Leclerc
- 1978 : Bernard Lagacé
- 1979 : Jean Duceppe
- 1980 : Ludmilla Chiriaeff
- 1981 : Jean Papineau-Couture
- 1982 : Lionel Daunais
- 1983 : Gilles Vigneault
- 1984 : Fernand Nault
- 1985 : Jean Gascon
- 1986 : Colette Boky
- 1987 : Jean-Louis Roux
- 1988 : John Newmark
- 1989 : Jeanne Renaud
- 1990 : Joseph Rouleau
- 1991 : Gilles Tremblay
- 1992 : Vincent Warren
- 1993 : Monique Mercure
- 1994 : Martine Époque
- 1995 : Walter Joachim
- 1996 : François Morel
- 1997 : Raymond Lévesque
- 1998 : Gilles Pelletier
- 1999 : Jean-Pierre Ronfard
- 2000 : André Brassard
- 2001 : Paul Buissonneau
- 2002 : Édouard Lock
- 2003 : Robert Lepage
- 2004 : Walter Boudreau
- 2005 : Clémence DesRochers
- 2006 : Hélène Loiselle
- 2007 : Paul Hébert
- 2008 : Anik Bissonnette
- 2009 : Roland Lepage
- 2010 : Marie Chouinard
- 2011 : Yannick Nézet-Séguin
- 2012 : Leonard Cohen
- 2013 : Monique Leyrac
- 2014 : Denis Marleau
- 2015 : Marie-Hélène Falcon
- 2016 : Lorraine Vaillancourt
- 2017 : Louise Lecavalier
- 2018 : Diane Dufresne
- 2019 : Angèle Dubeau[1]
- 2020 : Yvon Deschamps
- 2021 : Michel Rivard
- 2022 : Charles Richard-Hamelin
- 2023 : Marie Tifo
- 2024 : Rémy Girard